# Гай Клавдий Нерон
Гай Клавдий Нерон (на латински: Gaius Claudius Nero) е римски сенатор и консул от 3 век пр.н.е.
През 214 пр.н.е. се бие във втората пуническа война заедно с Марк Клавдий Марцел в Сицилия против картагенците. През 212 пр.н.е. е претор и завоюва обратно Капуа и се бие успешно при Венузия (днес Веноза, Италия) против войските на Ханибал.
През 207 пр.н.е. е консул с противника си Марк Ливий Салинатор и двамата побеждават Хасдрубал при в битката при Метавър, където самият Хасдрубал е убит. Нерон изпраща главата на победения противник на брат му Ханибал. Сенатът му дава за победата триумф.
През 204 пр.н.е. Клавдий е цензор отново с Ливий Салинатор. През 201 пр.н.е. пътува за Египет като посланик при Птолемей V Епифан, за да се бори от там против Македония.